# Skönnarbo bruk

Skönnarbo bruk är ett före detta järnbruk i Motala kommun (Tjällmo socken), Östergötland.

## Historik
Skönnarbo bruk var ett bruk i Tjällmo socken, Finspånga läns härad. Bruket grundades 1705 då borgmästaren Carl Johansson i Norrköping anlade en stångjärnshammare på Skönnarbo. Johansson ägde sedan tidigare Folkströms bruk. Skönnarbo bruk fick sitt första privilegium 7 december 1705. Vid Johanssons död 1707, ärvde barnen hans egendomar. På 1760-talet utlöste Carl Wingeflycht och Fredrik Lagersvärd, de övriga delägarna. När Wingeflycht avled 1772 blev Lagersvärd ensam ägare till Skönnarbo och Folkströms bruk. Folkströms bruk sålde han senare till brukspatron Carl Daniel Burén. Under Lagersvärds tid anlades en stångjärnssmedja och kvarn, den fick namnet Kristinefors efter hans fru. År 1793 sålde han bruket till vice talmannen Per Persson från Wassland i Nora bergslag. År 1873 såldes bruket till Haddebo bruksbolag för 450 000 kronor.

## Brukspatroner
- 1705–1707: Carl Johansson[1]